# Asociación de Ciencia Ficción de Washington
La Asociación de Ciencia Ficción de Washington (Washington Science Fiction Association, usualmente abreviada a WSFA por su acrónimo en inglés) es el club de ciencia ficción más antiguo del área de Washington D. C.. 

## Historia
Además de ser el club más antiguo de su área, es también uno de los clubes de ciencia ficción más antiguos de todo Estados Unidos, fundado en 1947 por siete aficionados que se encontraron aquel año en la Worldcon de Filadelfia, el quinto Worldcon en llevarse a cabo.
Desde 1960 la asociación se reúne por las tardes del primer y tercer viernes de cada mes, en las casas de miembros. Todas las  reuniones son abiertas (y a lo largo ellas han incluido a un estudiante polaco, un autor cubano, y un médico-escritor chileno). A menudo se realizan reuniones informales los quintos viernes de un mes. Dado que hubo un 5.º viernes en febrero de 1980 —y considerando que un 5.º viernes en febrero ocurre tan solo una vez cada 28 años— se decidió en esa fecha llevar a cabo una "convención de relajo" (relaxacon, en inglés) denominada DatClave. Un segundo DatClave se llevó a cabo el año 2008.
El 5 de enero de 1963, miembros del club provenientes de Baltimore quedaron atrapados en un autobús de Trailways mientras retornaban a Baltimore tras una reunión de la WSFA. La Sociedad de Ciencia Ficción de Baltimore nació entonces en los asientos traseros de ese autobús.
WSFA llevó a cabo como anfitriona la convención anual de ciencia ficción conocida como Disclave, en Washington D. C. o cerca de esta zona, desde 1950 hasta 1997. Después de una pausa de cuatro años, WSFA empezó una nueva convención: Capclave. WSFA ha sido también anfitriona de Worldcons, SMOFcons, Convenciones Mundiales de Fantasía, y muchos otros acontecimientos tanto casuales como formales.
Desde 1965, WSFA ha publicado mensualmente la revista WSFA Journal. Además, su división WSFA Press ha publicado los libros The Father of Stones por Lucius Shepard en 1989, Through Darkest Resnick With Gun and Camera por Mike Resnick en 1990, The Edges of Things por Lewis Shiner en 1991, Home By The Sea por Pat Cadigan en 1992, Future Washington, una antología editada por Ernest Lilley, en 2005, y Reincarnations por Harry Turtledove en 2009. En 2010 WSFA Press publicó dos libros conjuntamente con Capclave, The Three Quests of the Wizard Sarnod, por Jeff VanderMeer, y Fire Watch por Connie Willis. En 2013 WSFA Press publicó la galardonada novela corta de George R. R. Martin, The Skin Trade, como 1° Edición en tapa dura, conjuntamente con Martin, quien fue el Invitado de Honor de Capclave ese año.
No emitido como un libro de WSFA Press, pero sí publicado por WSFA, fue una obra promocional sin ISBN del Invitado de Honor Howard Waldrop, como presente para quienes se afiliaran a Capclave 2005. Se publicó bajo un formato de cubierta de Ace Double, con el arte realizado por Carol Emshwiller, esposa del difunto artista visual  Ed Emshwiller, quien realizara múltiples cubiertas para los libros de ciencia ficción de Ace (firmando sus obras como Emsh). Las historias incluidas en el libro fueron "The Horse of a Different Color (That You Rode in On)" y "The King of Where-I-Go". Esta última fue finalista para el Premio Hugo y el Premio Locus.
En 2007, WSFA inauguró el WSFA Small Press Award, premio dirigido a publicaciones surgidas de casas editoriales pequeñas.
WSFA está inscrita como una organización 501(c)(4), sin fines de lucro.

## Disclave
Disclave era una convención de ciencia ficción realizada por WSFA en Washington D. C. o sus cercanías, en la primavera de casi todos los años desde 1950 hasta 1997. Era la cuarta más antigua del país. The Washington Post tuvo un artículo sobre aquel primer Disclave, señalado en su inicio: "La Asociación de Ciencia Ficción de Washington celebró ayer su primer Disclave en el Hotel Wardman Aparca, con visitantes de tan lejos como Pensilvania y Nueva York, y con el experto de cohete Willy Ley, entre los conferencistas".
En 1997, después del último Disclave, WSFA se tomó un tiempo para discutir y planear la estructura y el foco de una nueva convención. El primer Capclave se desarrolló el año 2001.

## Capclave
Capclave es una convención de ciencia ficción llevada a cabo por la Asociación de Ciencia Ficción de Washington en el otoño de cada añoñ, desde 2001 a la fecha, con sede en Washington D. C. o en sus cercanías.

## Historial de Capclaves
| Año-Mes-Días  | Lugar                 | Estado | Invitados destacados                                            | Presidida por    | Audiencia con credencial pagada | Audiencia total |  |
| ------------- | --------------------- | ------ | --------------------------------------------------------------- | ---------------- | ------------------------------- | --------------- |  |
| 2001 9 28-30  | Sheraton College Park | MD     | Gardner Dozois                                                  | Bob MacIntosh    | Desconocido                     | 296             |  |
| 2002 10 18-20 | Hilton Silver Spring  | MD     | Stanley Schmidt/Alexis Gilliland                                | Michael Nelson   | Desconocido                     | 285             |  |
| 2003 11 21-23 | Hilton Silver Spring  | MD     | William Tenn                                                    | Sam Lubell       | Desconocido                     | 234             |  |
| 2004 10 15-17 | Tysons Marriott       | VA     | Nick Pollotta/Butch Honeck/Dennis McCunney                      | Lee Gilliland    | 129                             | 250             |  |
| 2005 10 14-16 | Hilton Silver Spring  | MD     | Howard Waldrop/Patrick Nielsen Hayden//Teresa Nielsen Hayden    | Michael J. Walsh | 329                             | 385             |  |
| 2006 10 20-22 | Hilton Silver Spring  | MD     | Kim Stanley Robinson/Tom Whitmore                               | Elspeth Kovar    | 288                             | 378             |  |
| 2007 10 12-14 | Rockville Hilton      | MD     | Jeffrey Ford/Ellen Datlow                                       | Colleen Cahill   | 257                             | 323             |  |
| 2008 10 17-19 | Rockville Hilton      | MD     | James Morrow/Michael Dirda                                      | Sam Scheiner     | 246                             | 319             |  |
| 2009 10 16-18 | Rockville Hilton      | MD     | Harry Turtledove/Sheila Williams                                | Bill Lawhorn     | 304                             | 387             |  |
| 2010 10 22-24 | Rockville Hilton      | MD     | Connie Willis/Ann VanderMeer/Jeff VanderMeer                    | Gayle Surrette   | 330                             | 420             |  |
| 2011 10 14-16 | Gaithersburg Hilton   | MD     | Carrie Vaughn/Catherynne M. Valente                             | Cathy Green      | 324                             | 402             |  |
| 2012 10 12-14 | Gaithersburg Hilton   | MD     | John Scalzi/Nick Mamatas                                        | George Shaner    | 333                             | 404             |  |
| 2013 10 11-13 | Gaithersburg Hilton   | MD     | George R. R. Martin/Sharyn November/Steve Stiles/Howard Waldrop | Michael J. Walsh | 808                             | 920             |  |
| 2014 10 10-12 | Gaithersburg Hilton   | MD     | Paolo Bacigalupi/Holly Black/Genevieve Valentine                | Bill Lawhorn     | 384                             | 453             |  |
| 2015 10 9-11  | Gaithersburg Hilton   | MD     | Alastair Reynolds/Gordon Van Gelder                             | Sam Lubell       | 368                             | 440             |  |
| 2016 10 7-9   | Gaithersburg Hilton   | MD     | Sarah Beth Durst/Tim Powers                                     | Paul Haggerty    | 319                             | 419             |  |
| 2017 10 6-8   | Gaithersburg Hilton   | MD     | Neil Clarke/Ken Liu                                             | Cathy Green      | 291                             | 349             |  |
| 2018 9 28-30  | Rockville Hilton      | MD     | Nancy Kress/Alyssa Wong                                         | Cathy Green      | 289                             | 357             |  |
| 2019 10 18-20 | Rockville Hilton      | MD     | Robert J. Sawyer/Martha Wells                                   | Bill Lawhorn     | 338                             | 406             |  |
| 2020 10 17-18 | Virtual               |        | None                                                            | Bill Lawhorn     | 347                             | 438             |  |
| 2021 10 1-3   | Rockville Hilton      | MD     | Eric Flint                                                      | George Shaner    |                                 |                 |  |